# Line Ellegiers
Line Ellegiers (Gent, 27 maart 1991) is een Vlaamse actrice, zangeres en podcastmaakster.

## Biografie
Ellegiers studeerde in 2013 af als interieurarchitecte aan de LUCA School of Arts. Voor haar eindwerk ontwierp ze mee het decor voor de Festivaria-musical The Wizard of Oz op het Donkmeer in Berlare. Daarna volgde ze een opleiding musicaltheater aan het Koninklijk Conservatorium Brussel, waar ze in 2017 afstudeerde. Later dat jaar speelde ze de rol van Lois Lane in de musical Kiss Me Kate van Festivaria.
In maart 2018 maakte Ellegiers haar debuut op televisie. Ze vertolkte kortstondig de rol van Silke Van Haeckendover in de Vlaamse soap Thuis. In 2019 was ze te zien in Geub en het tweede seizoen van Callboys. Datzelfde jaar speelde ze bij Festivaria ook mee in de musical Titanic.
Vanaf eind 2018 vertolkte ze de rol van Marie De Bruycker in de spektakel-musical '40-'45 van Studio 100. Ze deelde die rol onder andere met Maja Van Honsté en Laura Seys, met wie ze in 2019 het covertrio The Maries oprichtte. Samen met Liesbeth Roose lanceerde ze in 2020 ook Taboebs, een online platform waarop podcasts en blogposts verschijnen over moeilijke onderwerpen. Elke twee weken wordt er een universeel taboe doorbroken door een openhartig en kwetsbaar gesprek te voeren met experts en gastsprekers. In 2023 maakte Ellegiers tevens een zesdelige podcastreeks voor Guud Woman.

## Privé
Sinds 2017 vormt Ellegiers een koppel met acteur Michiel De Meyer. Ze hebben samen een zoontje, dat in de zomer van 2022 werd geboren.

## Televisie
| Jaar | Serie                       | Rol                    | Opmerking |
| ---- | --------------------------- | ---------------------- | --------- |
| 2018 | Thuis                       | Silke Van Haeckendover | Gastrol   |
| 2019 | Geub                        | Marianne               | Gastrol   |
| 2019 | Callboys                    | Isabelle               | Gastrol   |
| 2021 | Hoe zal ik het zeggen?      | Single Lady            | Gastrol   |
| 2022 | Zijn daar geen beelden van? | Diverse                | Gastrol   |

## Theater
| Jaar      | Productie             | Producent            | Rol                   |
| --------- | --------------------- | -------------------- | --------------------- |
| 2016-2017 | Evita                 | Music Hall           | Ensemble              |
| 2016-2017 | Rapunzel              | Music Hall           | Ensemble              |
| 2017      | Kiss Me Kate          | Festivaria           | Lois Lane             |
| 2017      | The Rocky Horror Show | Deep Bridge          | Magenta / Ensemble    |
| 2018      | Doornroosje           | Deep Bridge          | Goede Fee             |
| 2018      | Sunset Boulevard      | Festival Bruxellons! | Ensemble              |
| 2018-2022 | '40-'45               | Studio 100           | Marie De Bruycker     |
| 2019      | Titanic               | Festivaria           | Kate McGowan          |
| 2020      | Daens                 | Studio 100           | Marie                 |
| 2021      | The Sound of Music    | Deep Bridge          | Margaretha / Ensemble |
| 2022-2023 | Sneeuwwitje           | Deep Bridge          | Sneeuwwitje           |
| 2023      | Legally Blonde        | AuFond Producties    | Brooke Windham        |
| 2024      | Sneeuwwitje           | Studio 100           | Boze stiefmoeder      |